# Regione di Virovitica e della Podravina
La regione di Virovitica e della Podravina (croato: Virovitičko-podravska županija) è una regione della Croazia. Essa è situata nella Slavonia settentrionale, lungo la Drava che la separa dall'Ungheria. Capoluogo della regione è Virovitica.

## Popolazione
Suddivisione della popolazione secondo le nazionalità (dati secondo il censimento del 2001):
- 83.554 (89,47%) croati
- 6.612 (7,08%) serbi
- 255 (0,27%) ungheresi
- 229 (0,25%) albanesi
- 92 (0,10%) cechi

## Città e comuni
La Regione di Virovitica e della Podravina è divisa in 3 città e 13 comuni, qui sotto elencati (fra parentesi il dato relativo al censimento della popolazione del 2001).

### Città
| Città      | Ab.    |
| ---------- | ------ |
| Orahovica  | 5.792  |
| Slatina    | 14.819 |
| Virovitica | 22.618 |

### Comuni
| Comune          | Ab.    |
| --------------- | ------ |
| Crnac           | 1.772  |
| Čačinci         | 3.308  |
| Čađavica        | 2.394  |
| Gradina         | 4.485  |
| Lukač           | 4.276  |
| Mikleuš         | 1.701  |
| Nova Bukovica   | 2.096  |
| Pitomača        | 10.465 |
| Sopje           | 2.750  |
| Suhopolje       | 7.524  |
| Špišić Bukovica | 4.733  |
| Voćin           | 2.421  |
| Zdenci          | 2.235  |